# 索勒犁齒䲁
索勒犁齒䲁（學名：Entomacrodus solus），又稱索勒間頸鬚䲁，為輻鰭魚綱鳚形目䲁科犁齒䲁屬的一種，被IUCN列為瀕危保育類動物，分布於印度洋阿卡巴灣海域，深度0至1公尺，本魚體延長形，稍側扁，似圓柱狀，頭鈍短，頭頂無冠膜，頸部無葉片狀皮瓣，僅有一低皮褶，鼻鬚掌狀分支，眼上有觸鬚，上唇邊緣內側光滑，背鰭與尾柄相連，嘴唇、頭部和身體有白色小斑點，睛後面有黑色斜條紋，背鰭硬棘13枚、背鰭軟條15枚、臀鰭硬棘2枚、臀鰭軟條15-17枚，體長可達4.3公分，成魚棲息於沿岸水域的岩石區，當遇到危險時會以一前一後的跳躍方式在潮池間移動，雌魚產附著性卵，雄魚有護卵行為，幼魚為浮游性，生活習性不明。